# رافاييل رينكون غونزاليس
رافاييل رينكون غونزاليس (بالإسبانية: Rafael Rincón González)‏ هو مغني وملحن فنزويلي، ولد في 30 سبتمبر 1922، وتوفي في 15 يناير 2012.

## وصلات خارجية
- رافاييل رينكون غونزاليس على موقع ميوزك برينز (الإنجليزية)